# Dilataria
Dilataria is een geslacht van slakken uit de  familie van de Clausiliidae.

## Soorten
De volgende soorten zijn bij het geslacht ingedeeld:
- Dilataria boettgeriana (Paulucci, 1878)
- Dilataria bosnica (Brancsik, 1897)
- Dilataria marcki (L. Pfeiffer, 1868)
- Dilataria pirostoma (O. Boettger, 1877)
- Dilataria succineata (Rossmässler, 1836)